# 石上朋美
石上 朋美（いしがみ ともみ、英:Tomomi Ishigami、1976年10月26日〜）はソプラノ歌手。二期会会員を経て、現在藤原歌劇団団員。国立音楽大学講師。

## 来歴
神奈川県横須賀市出身。北鎌倉女子学園卒業。
東京藝術大学音楽学部声楽科を首席にて卒業、同大学大学院修士課程オペラ科修了。
第10回松田トシ賞受賞。第40回日伊声楽コンコルソ第2位、同時に歌曲賞受賞、イタリアにて第10回オペラ国際コンコルソ第2位受賞など国内外で多数受賞。
2004年、日本オペラ団体主催の若手育成オペラ公演『フィガロの結婚』伯爵夫人役で本格オペラデビュー。イタリア・オルヴィエートにおいて第10回オペラ国際コンクールで第2位を受賞し、同時にマンチネッリ歌劇場におけるデビュー権を獲得。翌年には『フィガロの結婚』伯爵夫人役にてイタリアデビューも果たす。
2007年、大田区民オペラ「ノルマ」アダルジーザ役にて出演。ノルマ役の林康子と共演し、好評を博す。
2008年より文化庁海外派遣研修員、野村国際文化財団奨学生として、ジェノヴァ・トリノに留学。
トリノにおいて、O.F.I(Orchestra Filamonia Italia)主催の2009年シーズンオペラオーディションに合格。3月公演『カルメン』ミカエラ役、5月公演『蝶々夫人』タイトルロールにて出演。2010年にはフィレンツェにおいて、ベルグラード国際歌劇場常任指揮者のD.サヴィッチのもと蝶々夫人役を演じ、「純日本人の最高の蝶々夫人」と称された。

## 出演

### テレビ
- いないいないばあっ!（ともちゃん）